# Орден Победы имени Святого Георгия
Орден Победы имени Святого Георгия (груз. წმინდა გიორგის სახელობის გამარჯვების ორდენი) — государственная награда Грузии, был учреждён решением Парламента Грузии № 218 от 24 июня 2004 года для награждения за значительный вклад в достижение победы для Грузии.

## Положение о награде
Орден Победы имени Святого Георгия вручается «за особый вклад в победы, достигнутые для Грузии», обладатель этой награды получает денежную премию в размере 300 минимальных зарплат.

## Награждённые
1. Джордж Уокер Буш, 43-й президент США (10 мая 2005 года) [1][2]
2. Джон Маккейн, сенатор США (28 августа 2006 года) [2]
3. Ираклий Кутателадзе, офицер полиции (28 июня 2007 года, посмертно)[3]
4. Зураб Ногаидели, бывший премьер министр Грузии (16 ноября 2007 года)[4]
5. Валдас Адамкус, 6-й Президент Литовской Республики (23 ноября 2007 года) [5]
6. Лех Качиньский, 8-й Президент Польши (23 ноября 2007 года) [6]
7. Важа Орбелидзе[англ.], архитектор (2007 год)[7]
8. Вахтанг Кикабидзе, эстрадный певец, киноактёр (22 июля 2008 года)[8]
9. Владимир Гургенидзе, Премьер-министр Грузии (2008 год)[9]
10. Зураб Почхуа, полковник, командующий Военно-воздушными силами Грузии (2008 год)[9]
11. Автандил Ломидзе, майор (17 сентября 2008 года)[10]
12. Георгий Мартиа, капрал (17 сентября 2008 года)[10]
13. Георгий Мебония (2008 год)[9]
14. Ираклий Кодуа (2008 год)[9]
15. Мамука Гвасалия (2008 год)[9]
16. Онисе Кистаури (2008 год)[9]
17. Николоз Дзебняури (2008 год)[9]
18. Шалва Джанашвили (2008 год)[9]
19. Рональд Асмус, американский дипломат (2009 год) [9]
20. Витаутас Ландсбергис, депутат Европарламента, литовский политик (10 марта 2009 года) [11]
21. Эльдар Шенгелая, кинорежиссёр (12 апреля 2009 года)[12]
22. Дэви Чанкотадзе, генерал-майор, начальник Объединенного штаба Вооружённых Сил Грузии (20 апреля 2009 года)[13]
23. Давид Наирашвили, бригадный генерал, заместитель начальника Объединенного штаба Вооружённых Сил Грузии (20 апреля 2009 года)[13]
24. Пятрас Вайтекунас, бывший министр иностранных дел Литвы (7 августа 2009 года) [14]
25. Джозеф Байден, 47-й вице-президент США (22 июля 2009 года) [2]
26. Джон Теффт, посол США в Грузии (2005—2009 гг.) (3 сентября 2009 года) [15]
27. Виктор Андреевич Ющенко, 3-й президент Украины (19 ноября 2009 года) [16]
28. Валдис Затлерс, 7-й президент Латвии (9 декабря 2009 года) [17]
29. Давид Ахалая (2010 год)[9]
30. Давид Чхартишвили (2010 год)[9]
31. Вано Чхартишвили, бизнесмен (2010 год)[9]
32. Тоомас Хендрик Ильвес, 4-й президент Эстонии (20 января 2010 года) [18]
33. Март Лаар, парламентарий, бывший 3-й и 7-й премьер-министр Эстонии (21 января 2010 года) [19]
34. Ричард Холбрук, спецпредставитель США в Афганистане и Пакистане (16 декабря 2010 года, посмертно) [20]
35. Джозеф Либерман, сенатор от штата Коннектикут (13 января 2011 года) [21]
36. Анри де Ренкур, министр Франции по вопросам сотрудничества (18 июня 2011 года) [22]
37. Александр (Каха) Ломая, постоянный представитель Грузии в ООН (7 июля 2011 года)[23]
38. Николя Саркози, 23-й президент Французской Республики (7 октября 2011 года) [24]
39. Вацлав Гавел, чешский писатель и государственный деятель, 1-й президент Чехии (10 октября 2011 года) [25]
40. Кшиштоф Лисек[пол.], депутат Европейского парламента от Республики Польша (25 ноября 2011 года) [26]
41. Матьяш Эрши, венгерский политический деятель (2011 год) [9]
42. Андрис Берзиньш, 8-й президент Латвии (2012 год) [9]
43. Георгий Карбелашвили, заместитель министра экономики и устойчивого развития Грузии (15 января 2012 года)[27]
44. Иване (Вано) Сергеевич Мерабишвили, министр внутренних дел Грузии (7 мая 2012 года)[28]
45. Рамаз Николаишвили, министр инфраструктуры и регионального управления Грузия (26 мая 2012 года)[29]
46. Абдуллах Гюль, 11-й Президент Турции (19 апреля 2013 года) [30]
47. Ярослав Качиньский, польский политический деятель (2013 год) [31]
48. Яцек Сариуш-Вольский, польский политический деятель (2013 год) [32]
49. Гела Чарквиани, грузинский дипломат (2013 год)[9]
50. Давид Бакрадзе, грузинский политический деятель (2013 год)[9]
51. Александр Хетагури, грузинский политический деятель (2013 год)[9]
52. Андро Барнови (2013 год)[9]
53. Георгий Папуашвили (2013 год)[9]
54. Ниаз Диасамидзе (2013 год)[9]
55. Давид Бежуашвили (2013 год)[9]
56. Константин Кублашвили, грузинский политический деятель (2013 год)[9]
57. Каха Бендукидзе, грузинский и российский предприниматель (2013 год)[9]
58. Ильхам Алиев, 4-й Президент Азербайджана (2013 год) [9]
59. Уильям Джефферсон Клинтон, 42-й Президент США (2013 год) [33]
60. Шамиль Куртошидзе (2013 год), глава расчёта вертолётчиков при Министерстве обороны Грузии[34]
61. Андрей Илларионов, российский государственный деятель и экономист (9 октября 2013 года) [35].
62. Зураб Жвания, Премьер-министр Грузии в 2004-2005 годах (2014 год, посмертно)[9]
63. Аза Адамия (2014 год)[9]
64. Давид Сергеенко, министр здравоохранения Грузии (2015 год)[9]
65. Лаша Бекаури, дзюдоист, олимпийский чемпион (2024 год)[36]
66. Гено Петриашвили, борец вольного стиля, олимпийский чемпион (2024 год)[36]
67. Лаша Талахадзе, тяжелоатлет, олимпийский чемпион (2024 год)[36]